# Coua cursor
Coua cursor е вид птица от семейство Cuculidae.

## Разпространение
Видът е разпространен в Мадагаскар.